# Maják Dueodde
Maják Dueodde (dánsky Dueodde Fyr) se nachází na dánském ostrově Bornholm. Byl postaven v letech 1960–1962 a uveden do provozu 15. srpna 1962. Je vysoký 47 m, světelný zdroj je v nadmořské výšce 48 m. Maják byl postaven na západní straně písečných dun Dueodde, na nejjižnějším cípu ostrova. Je uzlovým bodem jihovýchodní pobřežní linie a varuje lodě, aby se vyhýbaly krajnímu jižnímu cípu ostrova. Maják Dueodde je nejvyšší dánský maják a jeden z nejdůležitějších majáků v Baltském moři.

## Historie
Maják Dueodde na jižním cípu ostrova je nejvýše položeným majákem na ostrově Bornholm a nabízí široký panoramatický výhled. Jeho předchůdce, maják Dueodde Syd, stále stojí hned vedle nového majáku a z majáku Dueodde Nord dále ve vnitrozemí zbyla jen věž bez lucerny. Majáky vychází z návrhu dánského majákového inženýra C. F. Groveho (1822–1883) z roku 1852. V roce 1857 byl Grove vyslán na Bornholm, aby našel vhodné místo pro maják. Poloha dále ve vnitrozemí byla důvodem, proč bylo nutné čekat 23 let, než se maják v Dueodde stal skutečností. Námořní požadavky byly splněny výstavbou dvou majáků – Dueodde Nord s věží vysokou 39 metrů a 16 m vysoký Dueodde Syd jako pomocného majáku s přidruženým ubytováním pro personál majáku. Oba majáky byly elektrifikovány v roce 1949. Maják je v původním stavu k vidění na staré pohlednici Klause Hülse. Dueodde Sud byl v roce 1963 upraven na vyhlídkovou věž s možností sledovat lodní provoz ovládat světlo a nautofon na novém majáku Dueodde.

## Popis
Základy věže tvořily 14 m dlouhé železobetonové piloty, jejichž výstavba si vyžádala dvě náročné zimní sezóny. Voda pro stavbu byla čerpána z Baltského moře pomocí 700 m dlouhého potrubí položeného přes svah. Po dokončení válcové základny byla na ni vztyčena šestiboká věž pomocí posuvného bednění do výšky 45 m bez použití lešení. Materiály použité na stavbu zahrnovaly 300 m³ betonu a 50 tun armovací oceli.
Maják je vybaven Fresnelovou rotační čočkou umístěnou ve výšce 48 m n. m. Spolu s lucernou a dvojitým ochozem má věž celkovou výšku 47 m. Fresnelova čočka  z roku 1886 byla na maják přenesena z majáku Dueodde Nord. Jako zdroj elektrického osvětlení je žárovka o výkonu 1 000 W, který spolu s čočkou a výškou zajišťuje dohlednost přibližně 35 km. Čočka poskytuje tři bílé záblesky každých deset sekund. V roce 1977 byla automatizována. Na vrchol věže vede 197 schodů, odkud je za příznivého počasí panoramatický výhled na moře a bílé písečné pláže. Jedná se o jediný maják na ostrově Bornholm, který je přístupný veřejnosti, avšak v nepravidelných časech.